# Homalocerus antennalis
Homalocerus antennalis is een keversoort uit de familie Belidae. De wetenschappelijke naam van de soort is voor het eerst geldig gepubliceerd in 1940 door Hustache.